# Carl-Otto Svensson
Carl-Otto Svensson, född 22 juli 1883 i Kristianstad, död 19 december 1958 i Landskrona, var en svensk bokhandlare, skulptör och akvarellist. 
Han var son till grosshandlaren Albert Svensson och Jeanette Amalia Sjöberg och gift första gången med Anna Sophie Karlsson och andra gången med Rut Olson. Efter att han praktiserat som bokhandelsbiträde i Sverige och utomlands övertog han 1912 Törnquists bokhandel i Landskrona. Han studerade skulptur för Georg Herting i Hannover 1903–1904. Han debuterade i en utställning på Lunds universitets konstmuseum 1910. Hans skulpturala konst består av reliefer, porträttskulpturer och medaljonger, bland annat utförde han en porträttrelief av flygpionjären Enoch Thulin som avtäcktes på Landskrona kyrkogård 1923, som målare utförde han huvudsakligen landskapsskildringar i akvarell. Carl-Otto Svensson är begravd på Landskrona kyrkogård. 